# Почесна відзнака "за охорону пам'яток"
Почесна відзнака "за охорону пам'яток" — польська відомча відзнака, заснована 15 лютого 1962 року і реформована двічі у (2001 і 12 травня 2004 роках). Має двоступеневу відзнаку (срібну і золоту), яка вручається Міністерство культури та національної спадщини Польщі за:
- утримання культурних цінностей відповідно до засад охорони пам’яток;
- проектування та виконання консерваційних або будівельних робіт на культурних цінностях;
- проведення археологічних та земляних робіт;
- окументування культурних цінностей та проведення наукових досліджень щодо їх збереження;
- протидія загрозам культурним цінностям;
- популяризація питань природоохоронної діяльності;

Нагородження проводить міністр культури та національної спадщини за власною ініціативою або на прохання іншого міністра, голови центрального офісу, органу державної адміністрації у воєводстві, органу місцевого самоврядування чи громадської організації, статутною метою якої є догляд за пам’ятками, на підставі обґрунтованої заяви, поданої до міністра культури через Генерального консерватора пам’яток. Завдання Генерального консерватора пам’яток — перевірити, чи заява про надання нагрудного знака відповідає формальним вимогам.
Міністр або уповноважена ним особа вручає відзначеній особі нагрудний знак у Міжнародний день охорони пам'яток або під час інших урочистостей, пов'язаних з охороною культурної спадщини. Нагрудний знак вручається разом із посвідченням, що підтверджує його нагородження.

## Опис відзнаки
Нагрудний знак розміром 18 × 24 мм має форму оборонної вежі з огівальними воротами внизу, залитими світло-блакитною емаллю, і стрілецьким віконцем угорі. Увінчана зубчастою вежею з опукло-рельєфними зубцями вежа обрамлена в нижній частині, до 2/3 висоти, смугою із заокругленими нижніми кутами, грань якої заповнена опуклим написом «ZA OPIEKĘ NAD ZABYTKAMI»  - ПО ДОГЛЯДУ ЗА ПАМ'ЯТКАМИ, що йде зліва направо. Зі зворотного боку значка кріпиться застібка.

## Нагороджені
На 2009 року було 10810 нагороджень (7102 золотих і 3716 срібних).

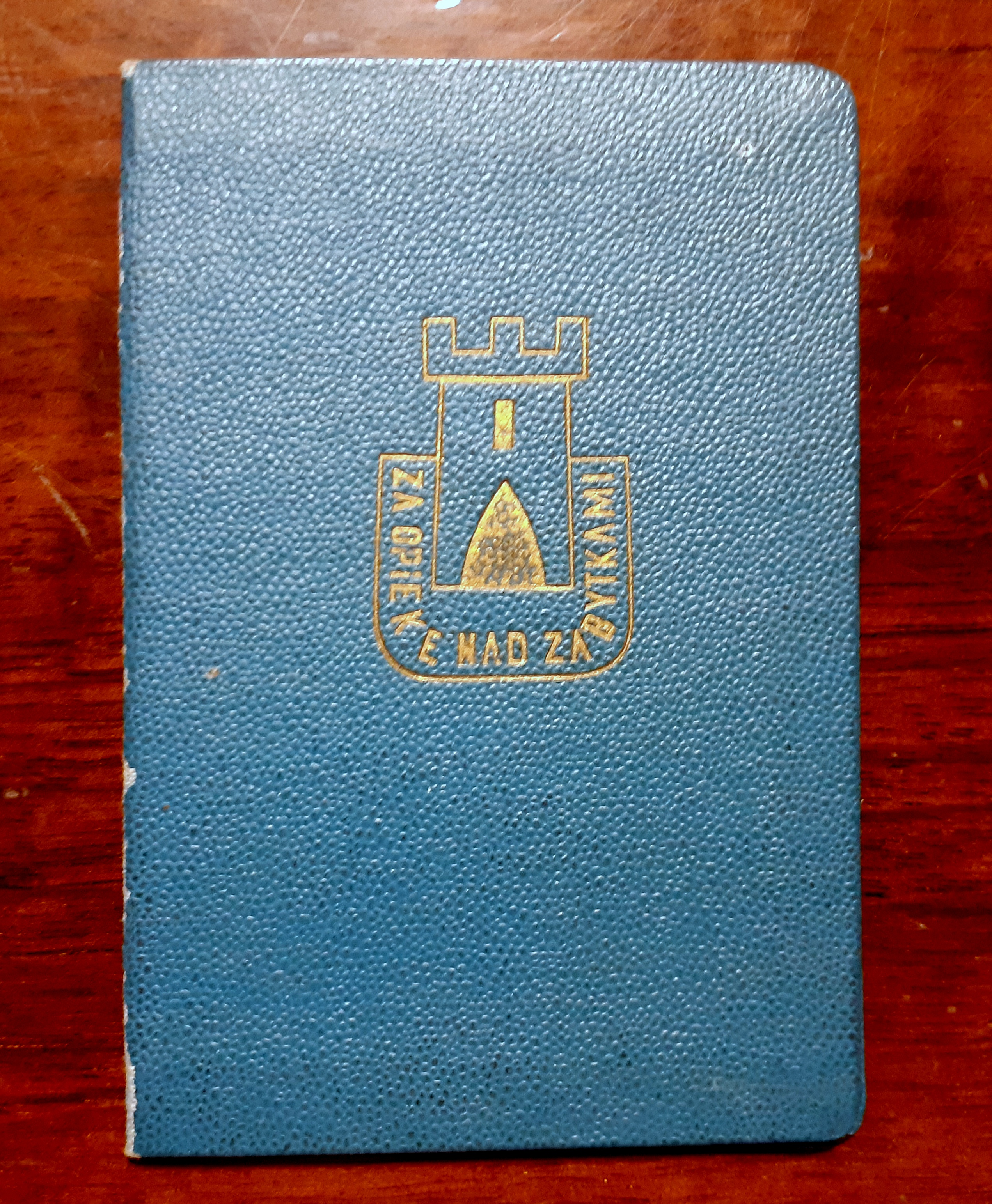
посвідчення нагороди, книжечка взірця 1964 року